# Остерман, Лев Абрамович
Лев Абрамович Остерман (20 октября 1923 — 15 ноября 2009) — учёный-биохимик, писатель, автор научных статей и монографий, в том числе классических руководств по физико-химическим методам в биологических исследованиях. Автор книг по истории древнего мира, автобиографической книги «Течению наперекор» и нескольких книг по истории советского общества.

## Биография
Работал школьным учителем. Свою учительскую карьеру он начал в 1949 г. в качестве учителя математики в московской школе № 635, которую сам заканчивал. С 1959 по 1986 год был сотрудником Института молекулярной биологии АН СССР. В 1980-е годы недолгое время работал учителем физики в математическом классе школы № 179. С 1994 по 2008 г работал в Московской гимназии на Юго-Западе (№ 1543), вёл спецкурс по физико-химическим методам биологических исследований в классах биологического профиля, преподавал физику, вёл факультатив по решению физических задач и был классным руководителем одного из математических классов.
Написал книгу о работе Николая Родионова над собранием сочинений Л. Н. Толстого, был другом музея Толстого 

## Семья
Жена — Эпштейн Лина Мироновна — доктор химических наук, профессор.
Сыновья Остерман Андрей, учёный-биохимик и биоинформатик, в настоящее время — профессор Sanford-Burnham Medical Research Institute (шт. Калифорния, США). Алфёров Александр, биолог, режиссёр, актёр театра драмы и кино. Скончался в 2008 году.

## Научная деятельность
Монографии Л.А. Остермана «Методы исследования белков и нуклеиновых кислот: Электрофорез и ультрацентрифугирование», а также «Хроматография белков и нуклеиновых кислот» входят в список основной литературы  Рабочей программы дисциплины «Принципы методов  выделения и очистки биомолекул» на Биологическом факультете МГУ при подготовке научно- педагогических кадров в аспирантуре .

## Основные труды

### Биология, методы биологических исследований
- Остерман Л. А. Методы исследования белков и нуклеиновых кислот: электрофорез и ультрацентрифугирование. М.: Наука, 1981.
- Остерман Л. А. Исследование биологических макромолекул электрофокусированием, иммуноэлектрофорезом и радиоизотопными методами. М.: Наука, 1983.
- Остерман Л. А. Хроматография белков и нуклеиновых кислот. М.: Наука, 1985.
- Остерман Л. А. Методы исследования белков и нуклеиновых кислот: Пособие для студентов / — М.: МЦНМО, 2002. — — 248c.: ил.
- Osterman Lev A. Methods Of Protein And Nucleic Acid Research, Volume 1: Electrophoresis Isoelectric Focusing Ultracentrifugation/ Springer-verlag (1984)
- Osterman Lev A. Methods Of Protein And Nucleic Acid Research, Volume 2: Immunoelectrophoresis Application Of Radioisotopes/ Springer-verlag (1984)
- Osterman Lev A. Methods Of Protein And Nucleic Acid Research, Volume 3: Chromatography / Springer-verlag (1986)

### История, публицистика
- Лев Остерман. Римская история в лицах. — М.: О. Г.И., 1997. — 623 с.
- Лев Остерман. Интеллигенция и власть в России (1985—1996) — М.: Гуманитарный центр «Монолит», 2000. — 377 с.
- Лев Остерман. О Солон! История афинской демократии. — М.: Греко-латинский кабинет Ю. А. Шичалина, 2001. — 302 с.
- Лев Остерман. Сражение за Толстого. — М.: Грантъ, 2002. — 295 с.
- Лев Остерман. Течению наперекор: Примечательные события долгой жизни. — М.: Студия «КРУК-Престиж», 2004. — 464 с.
- Лев Остерман. Диалоги через столетие. Интеллигенция и власть в России (1894—1917). — М.: Новый индекс, 2009. — 463 с.